# ジョシュ・ペック
ジョシュ・ペック（Josh Peck, 1986年11月10日 - ）は、アメリカ合衆国出身の俳優、声優、YouTuberである。ニコロデオンのシットコム『ドレイク&ジョシュ』のジョシュ・ニコルズ役で知られる。

## 来歴
ニューヨーク市マンハッタン区ヘルズ・キッチンの母子家庭で生まれ育つ。喘息を患っていたため、子どもの頃は自宅に閉じこもってテレビで昔のシットコムばかり視聴していた。8歳の時からスタンダップコメディの業界に携わり、マンハッタンのコメディクラブで舞台に立つようになる。1996年にはトーク番組『ロージー・オドネル・ショー』でスタンダップコメディを披露した。
2000年、ニコロデオンのコメディ番組『アマンダ・ショー』のレギュラーに抜擢される。俳優として映画『SPUN スパン』『さよなら、僕らの夏』にも出演し、その演技は批評家から称賛を浴びた。2004年に開始したニコロデオンのシットコム『ドレイク&ジョシュ』ではドレイク・ベルとともに主役に起用され、若い視聴者の間で人気を高める。2008年にはキッズ・チョイス・アワードの「お気に入りのテレビ男優賞」にノミネートされた。
2006年からは3Dコンピュータアニメーション映画『アイス・エイジ』シリーズでフクロネズミ（オポッサム）のエディ役の声優を務める。2013年にはテレビアニメ『ティーンエイジ・ミュータント・ニンジャ・タートルズ』でケイシー・ジョーンズ役の声優を担当した。2015年、FOXのシットコム『Grandfathered』でメインキャストを務め、第42回ピープルズ・チョイス・アワードの「新作テレビシリーズで一番好きな俳優」部門にノミネートされる。
デヴィッド・ドブリックのVlogに出演したことをきっかけにYouTubeチャンネルを開設し、SNSで多数のフォロワーを抱えるインフルエンサーとなる。2021年、1989年の同名映画のその後を描いたDisney+のドラマシリーズ『ターナー&フーチ/すてきな相棒』で主人公のスコット・ターナー・Jr.役を演じた。2022年からは、Instagramで活動するコメディアンのベン・ソファーとポッドキャスト『Good Guys』で共同司会を務め、Rumbleのプロデュースによるポッドキャスト『Curious with Josh Peck』でも著名人とのトークを繰り広げている。

## 私生活
2017年6月、長年交際していたペイジュ・オブライエンと結婚する。2018年12月に第1子となる男児が生まれ、2022年10月には第2子となる男児が誕生した。
『ドレイク&ジョシュ』で共演したミランダ・コスグローヴ、テレビドラマ『Grandfathered』で共演したジョン・ステイモスとは私生活でも親交がある。
『アマンダ・ショー』『ドレイク&ジョシュ』でコンビを組んでいたドレイク・ベルとは当初は親密な関係だったが、やがてベルの側から距離を置かれるようになり、同番組が終了してからは完全に疎遠となった。ペックがベルを自らの結婚式に招待しなかったことから、2017年にはベルがTwitter上で絶縁を宣言するに至る。しかし、2024年3月にベルが『アマンダ・ショー』『ドレイク&ジョシュ』のスタッフから性加害を受けていたことを明かすと、ペックはベルへの支援を表明するとともに、ベルと個人的に連絡を取ったことを明かした。同年末までに関係は雪解けの兆しを見せ、2025年3月、ペックが司会を務めるポッドキャスト『Good Guys』で両者の再会が実現した。ベルによると、かつて自分がペックと距離を置いたのは、自分が被害者であることは誰にも知らせていなかったことから、共演者と友人でいることにリスクがあると考えたためだという。

## 出演作品

### 映画
| 公開年 | 邦題 原題                                                           | 役名                   | 備考     |
| ------ | ------------------------------------------------------------------- | ---------------------- | -------- |
| 2000   | スノーデイ/学校お休み大作戦 Snow Day                                | ウェイン・アルワース   |          |
| 2001   | トラブル・キッズ マックス・キーブルの大逆襲 Max Keeble's Big Move   | ローブ                 |          |
| 2002   | SPUN スパン Spun                                                    | 少年                   |          |
| 2004   | さよなら、僕らの夏 Mean Creek                                       | ジョージー・トゥーニー |          |
| 2005   | アン・ハサウェイ/裸の天使 Havoc                                     | ジョシュ・ルービン     |          |
| 2006   | アイス・エイジ2 Ice Age: The Meltdown                               | エディ                 | 声の出演 |
| 2008   | Mr.ボディガード/学園生活は命がけ! Drillbit Taylor                   | ロニー                 |          |
| 2009   | アイス・エイジ3/ティラノのおとしもの Ice Age: Dawn of the Dinosaurs | エディ                 | 声の出演 |
| 2009   | 屋根裏のエイリアン Aliens in the Attic                              | スパークス             | 声の出演 |
| 2011   | アイス・エイジ クリスマス Ice Age: A Mammoth Christmas              | エディ                 | 声の出演 |
| 2012   | ATM                                                                 | コーレイ・トンプソン   |          |
| 2012   | アイス・エイジ4/パイレーツ大冒険 Ice Age: Continental Drift         | エディ                 | 声の出演 |
| 2012   | レッド・ドーン Red Dawn                                             | マット・エッカート     |          |
| 2013   | ワンダープラネット Shou Hu Zhe Sen Lin / Jungle Master              | ブルー                 | 声の出演 |
| 2013   | バトル・オブ・ザ・イヤー ダンス世界決戦 Battle of the Year          | フランクリン           |          |
| 2015   | ベストマン -シャイな花婿と壮大なる悪夢の2週間- The Wedding Ringer   | バッド・ベストマン     |          |
| 2015   | Dearダニー 君へのうた Danny Collins                                 | ニッキー・アーンスト   |          |
| 2016   | アイス・エイジ5/止めろ! 惑星大衝突 Ice Age: Collision Course        | エディ                 | 声の出演 |
| 2017   | ハイウェイ10へ進め Take the 10                                      | クリス                 |          |
| 2017   | ノーム・アローン Gnome Alone                                        | リアム                 | 声の出演 |
| 2021   | ドアーズ Doors                                                      | ヴィンス               |          |
| 2022   | 13 ザ・ミュージカル 13: The Musical                                 | ラビ・シャピロ         |          |
| 2023   | オッペンハイマー Oppenheimer                                        | ケネス・ベインブリッジ |          |
| 2024   | 50年後のサマーキャンプ Summer Camp                                  | ジミー                 |          |

### テレビ
| 放送年    | 邦題 原題                                                                       | 役名                        | 備考                  |
| --------- | ------------------------------------------------------------------------------- | --------------------------- | --------------------- |
| 2000-2002 | アマンダ・ショー Amanda Show                                                    |                             | メインキャスト        |
| 2001      | ER緊急救命室Ⅶ ER                                                                | ニック・スティーヴンス      | 1エピソード           |
| 2001      | サムライジャック Samurai Jack                                                   | S少年 / 豚 / エイリアン少年 | 1エピソード 声の出演  |
| 2001      | ファミリー・ガイ Family Guy                                                     | チャーリー                  | 1エピソード 声の出演  |
| 2002      | マッドTV! MADtv                                                                 | ジェフリー・ラグス          | 1エピソード           |
| 2002      | 学園パトロール フィルモア Fillmore!                                             | ランドール・ジュリアン      | 1エピソード 声の出演  |
| 2002-2003 | ロボット・ジョーンズ Whatever Happened to... Robot Jones?                       | レニー                      | 5エピソード 声の出演  |
| 2003      | パワーパフガールズ The Powerpuff Girls                                          | 少年                        | 1エピソード 声の出演  |
| 2003-2004 | 堕ちた弁護士 -ニック・フォーリン- The Guardian                                  | クリス・ラップ              | 2エピソード           |
| 2004-2007 | ドレイク&ジョシュ Drake & Josh                                                  | ジョシュ・ニコルズ          | メインキャスト        |
| 2006      | KND ハチャメチャ大作戦 Codename: Kids Next Door                                 | ナンバー紀元前5000万年      | 1エピソード 声の出演  |
| 2009      | iCarly                                                                          | ジミー                      | 1エピソード           |
| 2011      | ビクトリアス Victorious                                                         | ジョシュ・ニコルズ          | 1エピソード           |
| 2013-2017 | ティーンエイジ・ミュータント・ニンジャ・タートルズ Teenage Mutant Ninja Turtles | ケイシー・ジョーンズ        | 59エピソード 声の出演 |
| 2014      | ビッグバン★セオリー/ギークなボクらの恋愛法則 The Big Bang Theory                | ジェシー                    | 1エピソード           |
| 2015-2016 | Grandfathered                                                                   | ジェラルド                  | メインキャスト        |
| 2018      | トロールズ: シング・ダンス・ハグ! Trolls: The Beat Goes On!                     | バッシュ                    | 1エピソード 声の出演  |
| 2018      | LEGO スター・ウォーズ/オールスターズ Lego Star Wars: All-Stars                  | ペイス                      | 3エピソード 声の出演  |
| 2018      | サイテーでサイコーの週末 Best.Worst.Weekend.Ever.                               | 本人役                      | 1エピソード           |
| 2018-2020 | フラーハウス Fuller House                                                       | ベン                        | 2エピソード           |
| 2021      | ターナー&フーチ/すてきな相棒 Turner & Hooch                                     | スコット・ターナー・Jr.     | メインキャスト        |
| 2021      | ロボット・チキン Robot Chicken                                                  | ジョシュ・ニコルズ          | 1エピソード 声の出演  |
| 2022-2023 | パパと恋に落ちるまで How I Met Your Father                                      | ドリュー                    | 13エピソード          |
| 2022-2023 | iCarly                                                                          | ポール・デンハム            | 5エピソード           |
| 2025      | THE LAST OF US The Last of Us                                                   | ヤノヴィッツ                | 1エピソード           |